# 정해성
정해성(鄭海成, 1958년 3월 4일~)은 대한민국의 전 축구 선수 및 현 지도자이자 행정가로 현역 시절 FC 서울에서 미드필더로 활약했다.

## 지도자 경력
1989 시즌 후 럭키금성 황소에서 은퇴한 직후부터 1994년까지 LG 치타스에서 코치와 스카우트를 지낸 후 1995년 포항 아톰즈로 옮겨 지도자 생활을 이어 갔다.

## 수상

### 선수
럭키금성 황소
- K리그1

● 우승 (1): 1985
● 준우승 (2): 1986, 1989
● 4위 (1): 1988

## 참고 자료
- 나의 선수 시절 - 정해성' 현역 시절부터 한결 같았던 뚝심의 사나이